# Брабец, Кристина
Кристина Брабец (нем. Christina Brabetz; род. 8 октября 1993, Виндхук) — южноафриканская и немецкая скрипачка.

## Биография
Родилась в Намибии в семье эмигрантов из Германии. Окончила немецкую школу в Кейптауне. С детства демонстрировала успехи в музыке: в 11 лет выступила в Кейптауне на престижном Hugo Lambrechts Concerto Festival. Через два года была принята в Детмольдскую высшую школу музыки (Северный Рейн-Вестфалия), училась у Томаса Кристиана. В 2010 году стала лауреатом TONALi Grand Prix в Гамбурге.

## Репертуар
Исполняет музыку немецких романтиков (Бетховен, Мендельсон, Шуберт, Шуман, Брамс), произведения Паганини, Чайковского, Сен-Санса, Сибелиуса, Р. Штрауса, Бартока, современных композиторов (Роберт Крампе и др.).

## Признание
TONALi Grand Prix (2010). Специальная премия земли Северный Рейн-Вестфалия для молодых артистов (2012).